# Herrarnas åtta med styrman i rodd vid olympiska sommarspelen 1972
Herrarnas åtta med styrman i rodd vid olympiska sommarspelen 1972 avgjordes mellan den 27 augusti och 2 september 1972. Grenen hade totalt 135 deltagare från 15 länder.

## Medaljörer
| Gren             | Guld | Silver | Brons |
| Åtta med styrman | Nya Zeeland Tony Hurt Wybo Veldman Dick Joyce John Hunter Lindsay Wilson Athol Earl Trevor Coker Gary Robertson Simon Dickie | USA Lawrence Terry Franklin Hobbs Pete Raymond Tim Mickelson Gene Clapp Bill Hobbs Cleve Livingston Mike Livingston Paul Hoffman | Östtyskland Hans-Joachim Borzym Jörg Landvoigt Harold Dimke Manfred Schneider Hartmut Schreiber Manfred Schmorde Bernd Landvoigt Heinrich Mederow Dietmar Schwarz |

## Resultat

### Heat

#### Heat 1
| Placering | Roddare | Land         | Tid     |
| --------- | --- | ------------ | ------- |
| 1         | Lawrence Terry Franklin Hobbs Pete Raymond Tim Mickelson Gene Clapp Bill Hobbs Cleve Livingston Mike Livingston Paul Hoffman                                       | USA          | 6:06,01 |
| 2         | Reinhard Wendemuth Frithjof Henckel Norbert Kindlmann Wolfgang Hottenrott Hans-Ulrich Buchholz Günter Petersmann Bernd Truschinski Winfried Ringwald Manfred Klein | Västtyskland | 6:10,28 |
| 3         | Martin Hinterleitner Norbert Hlobil Kurt Sandhäugl Peter Preiß Manfred Ruthner Peter Bredl Karl Sinzinger, Sr. Franz Nitsche Peter Wetzstein                       | Österrike    | 6:20,60 |
| 4         | Renzo Bulgarello Gianfranco Grasselli Francesco Pigozzo Giuliano Galiazzo Giuseppe Noal Maurizio Danielli Serafino Carminati Giuliano Rossi Mariano Gottifredi     | Italien      | 6:21,80 |
| 5         | Jean-Luc Correia Bernard Bruand Jean-Jacques Mulot Philippe Cabut Jean Perrot Jacques Filippini Yves Oger Gérard Boyer Yves Rebelle                                | Frankrike    | 6:32,47 |

#### Heat 2
| Placering | Roddare | Land        | Tid     |
| --------- | --- | ----------- | ------- |
| 1         | Tony Hurt Wybo Veldman Dick Joyce John Hunter Lindsay Wilson Athol Earl Trevor Coker Gary Robertson Simon Dickie                                        | Nya Zeeland | 6:06,19 |
| 2         | Zoltán Melis András Pályi Antal Gelley Béla Zsitnik, Jr. László Romvári Péter Kokas Imre Dávid Ágoston Bányai Róbert Örlschléger                        | Ungern      | 6:17,51 |
| 3         | Juan Carlos Estol Ignacio Ruiz Guillermo Segurado Héctor Biassini Ricardo José Rodríguez Alfredo Martín Oscar de Dios Hugo Aberastegui Raúl Mazerati    | Argentina   | 6:20,31 |
| 4         | Jerzy Ulczyński Marian Siejkowski Krzysztof Marek Jan Młodzikowski Grzegorz Stellak Marian Drażdżewski Ryszard Giło Sławomir Maciejowski Ryszard Kubiak | Polen       | 6:26,95 |
| 5         | Josip Despot Zdravko Gracin Mladen Ninić Romano Bajlo Zdravko Huljev Stevo Macura Janez Grbelja Josip Bajlo Jadran Radovčić                             | Jugoslavien | 6:27,82 |

#### Heat 3
| Placering | Roddare | Land            | Tid     |
| --------- | --- | --------------- | ------- |
| 1         | Aleksandr Ryazankin Viktor Dementjev Sergej Koljaskin Aleksandr Sjitov Valery Bisarnov Boris Vorobyov Vladimir Savelov Aleksandr Martysjkin Viktor Michejev | Sovjetunionen   | 6:12,35 |
| 2         | Henk Rouwé Jannes Munneke Frank Mulder Jan van der Vliet Herman Eggink Hans Huisinga Bram Tuinzing Pieter Offens Rutger Stuffken                            | Nederländerna   | 6:13,03 |
| 3         | Hans-Joachim Borzym Jörg Landvoigt Harold Dimke Manfred Schneider Hartmut Schneider Manfred Schmorde Bernd Landvoigt Heinrich Mederow Dietmar Schwarz       | Östtyskland     | 6:14,06 |
| 4         | John Clark Michael Morgan Bryan Curtin Richard Curtin Robert Paver Kerry Jelbart Gary Pearce Malcolm Shaw Alan Grover                                       | Australien      | 6:14,75 |
| 5         | Ladislav Lorenc Zdeněk Zika Pavel Konvička Zdeněk Kuba Ladislav Heythum Milan Suchopár Miroslav Vraštil Oldřich Kruták Jiří Pták                            | Tjeckoslovakien | 6:17,70 |

### Återkval

#### Återkval 1
| Placering | Roddare | Land            | Tid     |
| --------- | --- | --------------- | ------- |
| 1         | John Clark Michael Morgan Bryan Curtin Richard Curtin Robert Paver Kerry Jelbart Gary Pearce Malcolm Shaw Alan Grover                                          | Australien      | 6:09,75 |
| 2         | Ladislav Lorenc Zdeněk Zika Pavel Konvička Zdeněk Kuba Ladislav Heythum Milan Suchopár Miroslav Vraštil Oldřich Kruták Jiří Pták                               | Tjeckoslovakien | 6:14,33 |
| 3         | Jerzy Ulczyński Marian Siejkowski Krzysztof Marek Jan Młodzikowski Grzegorz Stellak Marian Drażdżewski Ryszard Giło Sławomir Maciejowski Ryszard Kubiak        | Polen           | 6:16,23 |
| 4         | Jean-Luc Correia Bernard Bruand Jean-Jacques Mulot Philippe Cabut Jean Perrot Jacques Filippini Yves Oger Gérard Boyer Yves Rebelle                            | Frankrike       | 6:19,58 |
| 5         | Renzo Bulgarello Gianfranco Grasselli Francesco Pigozzo Giuliano Galiazzo Giuseppe Noal Maurizio Danielli Serafino Carminati Giuliano Rossi Mariano Gottifredi | Italien         | 6:20,21 |
| 6         | Josip Despot Zdravko Gracin Mladen Ninić Romano Bajlo Zdravko Huljev Stevo Macura Janez Grbelja Josip Bajlo Jadran Radovčić                                    | Jugoslavien     | 6:25,94 |

### Semifinaler

#### Semifinal A/B

##### Semifinal 1
| Placering | Roddare | Land            | Tid     |
| --------- | --- | --------------- | ------- |
| 1         | Hans-Joachim Borzym Jörg Landvoigt Harold Dimke Manfred Schneider Hartmut Schneider Manfred Schmorde Bernd Landvoigt Heinrich Mederow Dietmar Schwarz       | Östtyskland     | 6:22,47 |
| 2         | Aleksandr Ryazankin Viktor Dementjev Sergej Koljaskin Aleksandr Sjitov Valery Bisarnov Boris Vorobyov Vladimir Savelov Aleksandr Martysjkin Viktor Michejev | Sovjetunionen   | 6:24,80 |
| 3         | Lawrence Terry Franklin Hobbs Pete Raymond Tim Mickelson Gene Clapp Bill Hobbs Cleve Livingston Mike Livingston Paul Hoffman                                | USA             | 6:27,53 |
| 4         | Zoltán Melis András Pályi Antal Gelley Béla Zsitnik, Jr. László Romvári Péter Kokas Imre Dávid Ágoston Bányai Róbert Örlschléger                            | Ungern          | 6:32,25 |
| 5         | Ladislav Lorenc Zdeněk Zika Pavel Konvička Zdeněk Kuba Ladislav Heythum Milan Suchopár Miroslav Vraštil Oldřich Kruták Jiří Pták                            | Tjeckoslovakien | 6:38,70 |
| 6         | Martin Hinterleitner Norbert Hlobil Kurt Sandhäugl Peter Preiß Manfred Ruthner Peter Bredl Karl Sinzinger, Sr. Franz Nitsche Peter Wetzstein                | Österrike       | 7:05,51 |

##### Semifinal 2
| Placering | Roddare | Land          | Tid     |
| --------- | --- | ------------- | ------- |
| 1         | Reinhard Wendemuth Frithjof Henckel Norbert Kindlmann Wolfgang Hottenrott Hans-Ulrich Buchholz Günter Petersmann Bernd Truschinski Winfried Ringwald Manfred Klein | Västtyskland  | 6:27,44 |
| 2         | Tony Hurt Wybo Veldman Dick Joyce John Hunter Lindsay Wilson Athol Earl Trevor Coker Gary Robertson Simon Dickie                                                   | Nya Zeeland   | 6:28,40 |
| 3         | Jerzy Ulczyński Marian Siejkowski Krzysztof Marek Jan Młodzikowski Grzegorz Stellak Marian Drażdżewski Ryszard Giło Sławomir Maciejowski Ryszard Kubiak            | Polen         | 6:31,10 |
| 4         | Henk Rouwé Jannes Munneke Frank Mulder Jan van der Vliet Herman Eggink Hans Huisinga Bram Tuinzing Pieter Offens Rutger Stuffken                                   | Nederländerna | 6:31,70 |
| 5         | John Clark Michael Morgan Bryan Curtin Richard Curtin Robert Paver Kerry Jelbart Gary Pearce Malcolm Shaw Alan Grover                                              | Australien    | 6:34,82 |
| 6         | Juan Carlos Estol Ignacio Ruiz Guillermo Segurado Héctor Biassini Ricardo José Rodríguez Alfredo Martín Oscar de Dios Hugo Aberastegui Raúl Mazerati               | Argentina     | 6:47,72 |

### Finaler

#### B-final
| Placering | Roddare | Land            | Tid     |
| --------- | --- | --------------- | ------- |
| 1         | Zoltán Melis András Pályi Antal Gelley Béla Zsitnik, Jr. László Romvári Péter Kokas Imre Dávid Ágoston Bányai Róbert Örlschléger                     | Ungern          | 6:22,13 |
| 2         | John Clark Michael Morgan Bryan Curtin Richard Curtin Robert Paver Kerry Jelbart Gary Pearce Malcolm Shaw Alan Grover                                | Australien      | 6:22,45 |
| 3         | Henk Rouwé Jannes Munneke Frank Mulder Jan van der Vliet Herman Eggink Hans Huisinga Bram Tuinzing Pieter Offens Rutger Stuffken                     | Nederländerna   | 6:23,55 |
| 4         | Ladislav Lorenc Zdeněk Zika Pavel Konvička Zdeněk Kuba Ladislav Heythum Milan Suchopár Miroslav Vraštil Oldřich Kruták Jiří Pták                     | Tjeckoslovakien | 6:24,64 |
| 5         | Juan Carlos Estol Ignacio Ruiz Guillermo Segurado Héctor Biassini Ricardo José Rodríguez Alfredo Martín Oscar de Dios Hugo Aberastegui Raúl Mazerati | Argentina       | 6:26,03 |
| 6         | Martin Hinterleitner Norbert Hlobil Kurt Sandhäugl Peter Preiß Manfred Ruthner Peter Bredl Karl Sinzinger, Sr. Franz Nitsche Peter Wetzstein         | Österrike       | 6:27,86 |

#### A-final
| Placering | Roddare | Land          | Tid     |
| --------- | --- | ------------- | ------- |
| 1         | Tony Hurt Wybo Veldman Dick Joyce John Hunter Lindsay Wilson Athol Earl Trevor Coker Gary Robertson Simon Dickie                                                   | Nya Zeeland   | 6:08,94 |
| 2         | Lawrence Terry Franklin Hobbs Pete Raymond Tim Mickelson Gene Clapp Bill Hobbs Cleve Livingston Mike Livingston Paul Hoffman                                       | USA           | 6:11,61 |
| 3         | Hans-Joachim Borzym Jörg Landvoight Harold Dimke Manfred Schneider Hartmut Schneider Manfred Schmorde Bernd Landvoight Heinrich Mederow Dietmar Schwarz            | Östtyskland   | 6:11,67 |
| 4         | Aleksandr Ryazankin Viktor Dementjev Sergej Koljaskin Aleksandr Sjitov Valery Bisarnov Boris Vorobyov Vladimir Savelov Aleksandr Martysjkin Viktor Michejev        | Sovjetunionen | 6:14,48 |
| 5         | Reinhard Wendemuth Frithjof Henckel Norbert Kindlmann Wolfgang Hottenrott Hans-Ulrich Buchholz Günter Petersmann Bernd Truschinski Winfried Ringwald Manfred Klein | Västtyskland  | 6:14,91 |
| 6         | Jerzy Ulczyński Marian Siejkowski Krzysztof Marek Jan Młodzikowski Grzegorz Stellak Marian Drażdżewski Ryszard Giło Sławomir Maciejowski Ryszard Kubiak            | Polen         | 6:29,35 |